# Palythoa monodi
Palythoa monodi är en korallart som beskrevs av Ferdinand Albin Pax. Palythoa monodi ingår i släktet Palythoa och familjen Zoanthidae. Inga underarter finns listade i Catalogue of Life.